# إدوارد بي. مكابي
إدوارد بي. مكابي هو سياسي أمريكي، ولد في 10 أكتوبر 1850، وتوفي في 12 مارس 1920. نشط حزبياً في الحزب الجمهوري.